# Lauda (stacja kolejowa)
Lauda (niem.: Bahnhof Lauda) – stacja kolejowa w Lauda-Königshofen, w regionie Badenia-Wirtembergia, w Niemczech. Leży na linii kolejowej Frankenbahn i Taubertalbahn.
Według klasyfikacji DB Station&Service posiada kategorię 4.

## Położenie
Stacja Lauda znajduje się w miejscowości Lauda-Königshofen, we wschodniej części dzielnicy Lauda. Od wschodu graniczy z obszarem przemysłowym i przez Tauberstraße, która biegnie równolegle do rzeki Tauber. Na zachodzie biegnie Bahnhofstraße, na północ od stacji na terenie kolejowym przechodzi pod Inselstrasse w formie tunelu.
Kolejna, mniejsza stacja znajduje się w dzielnicy Königshofen.

## Linie kolejowe
- Frankenbahn
- Taubertalbahn